# Music (album van Madonna)
Music is het succesalbum van Madonna uit 2000. Het album verschijnt in september 2000, bijna tweeënhalf jaar na haar vorige album Ray of Light, en behaalt in zowel de UK als de USA de eerste plaats in de album-hitlijsten.
Op dit album continueert Madonna de samenwerking met William Orbit (Runaway Lover, Amazing), maar werkt ze ook samen met de Franse producer Mirwais Ahmadzai. Een ander opmerkelijk detail is de samenwerking met haar zwager, singer/songwriter Joe Henry (getrouwd met Madonna's jongere zus Melanie), op de wereldhit Don't Tell Me.
Het album wordt gekenmerkt door meerdere verschillende stijlen. "Music", "Impressive Instant", "Runaway Lover", "Amazing" en "Nobody's Perfect" worden gekenmerkt door Electronic Dance invloeden, terwijl "I Deserve It", "Don't Tell Me" en "Gone" bijna als Country/Western kunnen worden aangeduid, door het vele gebruik van de akoestische gitaar. "What It Feels Like For A Girl" en "American Pie" zijn pure ballades, terwijl "Paradise (Not For Me)" een opvallend buitenbeentje als Dance liedje met Japanse invloeden.
Er werden drie singles uitgebracht: "Music", "Don't Tell Me" en "What It Feels Like For A Girl" die alle drie grote hits werden. Als 4e single wilde Madonna "Impressive Instant" uitbrengen, maar haar platenmaatschappij was het hier niet mee eens en wilde "Amazing" uitbrengen als 4e single. Als protest maakte ze geen video voor "Amazing", waardoor de platenmaatschappij besloot een live-video te maken van haar, dan nog toekomstige, optreden tijdens haar Drowned World Tour. Als reactie hierop schrapte Madonna "Amazing" van de lijst. Uiteindelijk werd geen van beide liedjes officieel uitgebracht, maar "Impressive Instant" stond wel een aantal weken op nummer 1 in de US Hot Dance Music/Club Play chart als promo.

## Tracks
01. Music 

02. Impressive instant 

03. Runaway lover 

04. I deserve it 

05. Amazing 

06. Nobody's perfect 

07. Don't Tell Me 

08. What It Feels Like for a Girl 

09. Paradise (not for me) 

10. Gone 

11. American Pie (alleen buiten de VS)
Bonustrack in Japan en Australië: 

12. Cyber-raga